# Gualmatán
Gualmatán es un municipio colombiano ubicado en el departamento de Nariño, cuya cabecera municipal ostenta el nombre de San Francisco del Líbano de Gualmatán. Se sitúa sobre la cordillera de los Andes, a 23 kilómetros de Ipiales y a 86 kilómetros de San Juan de Pasto, la capital del departamento. Es llamado el Balcón Florido.

## Toponimia
La palabra Gualmatán proviene de dos vocablos de la lengua pasto: guale, que significa fuente de agua, y matan, que significa monte de flores.

## Historia
Las tribus Quillacingas habitaron el actual territorio gualmatense por al menos tres mil años. Las hordas incaicas alcanzaron el sur de Nariño a mediados del siglo XV. El Inca Huayna Capac gobernó esta zona entre 1483 y 1525, creando los ayllus de Yaesnan, en lo que hoy es Gualmatán, y Champutis, en lo que hoy es el corregimiento de Cuatis.
Tras la llegada de los conquistadores españoles, Gualmatán se convierte en punto de descanso para los caminantes que viajan entre Pasto y Quito. En 1536 una expedición de cuatrocientos españoles y tres mil indígenas dirigidos por Sebastián de Belalcazar llega a la región en busca de El Dorado y somete a la población local. Para 1550, el Capitán Alonso de Ahumada asume la encomienda que abarca desde Camellones hasta el páramo Rucio (Paja Blanca). Los jesuitas heredan la encomienda que pasa a manos del Capitán Diego de Benavides en 1589.
Con la aparición del Señor de Los Milagros en 1611, se establecen en la comarca Asencio Tepud de Carlosama, Francisco Chalapud de Aldana, Jose Cuaspud de Pupiales y sus respectivas familias, siendo considerados los fundadores de la aldea de Gualmatán. Se levanta una capilla de madera y adobe, y una vez formada la parcialidad indígena entra a regir el cabildo.
En 1860 Gualmatán asciende a la categoría de corregimiento de Pupiales, y el 1 de julio de 1881 es erigido municipio, según ordenenza No. 2 de la municipalidad de Obando, asumiendo como primer alcalde el señor Adolfo Lucero. En 1890 Gualmatán es derogado a corregimiento, sin embargo en 1892 se le devuelve su categoría de municipio, estatus que conserva en la actualidad.

## Geografía
Gualmatán se encuentra enclavado en la cordillera occidental de los Andes, sobre el altiplano de Tuquerres e Ipiales, a 2.830 metros de altitud.

### Límites
- Oriente: Municipio del Contadero, desde la desembocadura de la quebrada Honda o Boyacá hasta la parte alta de la Gorgonia.
- Occidente: Corregimiento de José María Hernández, municipio de Pupiales, desde la desembocadura del riachuelo Cuatis hasta la parte posterior del Purgatorio.
- Norte: Municipios de Iles, Sapuyes y Ospina, delimitados por el páramo de la Gorgonia.
- Sur: Vereda Loma de Zuras y corregimiento de San Juan, municipio de Ipiales.

### Orografía
La mayor parte del territorio es quebrado y montañoso, entre las principales elevaciones se encuentran El Panecillo, La Loma del Medio, la Loma del Medio Alto, La Gorgonia y El Purgatorio. El municipio se encuentra en zona de riesgo geológico e hidrometeorológico.

### Hidrografía
Gualmatán no posee ríos propiamente dichos, solamente riachuelos y quebradas, todos ellos pertenecientes a la cuenca del Guáitara, afluente del río Patía. Entre las principales corrientes hidrológicas se encuentran las quebradas La Floresta, La Honda o Boyacá y La Empalizada y los riachuelos Cuatis y La Cantera.

### Clima
La temperatura media es 13 grados Celsius. Dada su ubicación en lo alto de los Andes se pueden distinguir dos tipos de clima: el frío, entre los 2450 y 3000 metros sobre el nivel del mar, con temperaturas de entre 8 y 17 grados Celsius y con un régimen de lluvias de entre 500 y 1000 milímetros anuales; y el páramo, de más de 3000 metros sobre el nivel del mar, con una temperatura de entre 0 y 12 grados Celsius y lluvias que van desde los 1000 hasta los 1100 milímetros anuales. De los 36 kilómetros cuadrados que comprende el municipio, 21 son considerados de clima frío y 15 de páramo.

## Demografía
La población total es de 5782 personas (2018), con una densidad de 160 hab/km². La tasa de crecimiento demográfico es de 2,09 % anual y la esperanza de vida es 72,5 años. La mitad de la población se encuentra en el rango de edad de entre 15 y 44 años. Casi el 40 % de sus habitantes (2251) viven en la cabecera municipal y el resto (3531) en la zona rural.

## Divisiones administrativas
La cabecera municipal de Gualmatán tiene 0,72 km² de superficie, está dividida en quince barrios (con su respectiva población indicada entre paréntesis):
- Arrayán (415)
- Bolívar (150)
- Dorado (316)
- El Centro (139)
- Fundadores (91)
- José María Hernández (241)
- La Unión (169)
- Progreso (57)
- Puente Hormaza (178)
- Recuerdo (112)
- San Antonio (198)
- San Francisco del Líbano (231)
- San José (228)
- El Portal
- Santa Ana

El centro poblado Cuatis (1 345 habitantes en 2014), suele dividirse en cuatro sectores:
- Cuatis Centro
- Cuatis Recuerdo
- Cuatis Yale
- Cuatis Santa Barbara

El municipio se encuentra divido en once veredas:
- Charandú (371)
- Dos Caminos (310)
- El Carmelo (149)
- El Panecillo (105)
- La Cofradía (306)
- La Cruz (67)
- La Floresta (127)
- Loma del Medio (365)
- Loma del Medio Alto (50)
- Los Cedros (504)
- San Antonio (163)

## Economía
Gualmatán es un municipio esencialmente agrícola, se cultiva papa, maíz, frijol, alverja, ulloco, haba, trigo, cebada, cebolla, ajo, repollo, lechuga, tomate de árbol, curuba, mora, reina claudia, brócoli, uvilla, mortiño, pera, zanahoria, manzana y diversas platas ornamentales. Destaca también la producción de lácteos y carne vacuna, así como la piscicultura (trucha arcoíris), y la cría de aves de corral (pollos, patos, gansos, pavos), ganado ovino y porcino, y especies menores como cuyes y conejos.
En el casco urbano la economía se mueve en torno a pequeños negocios familiares y algunas microempresas que dan abasto a las necesidades básicas de la población.

## Ecología

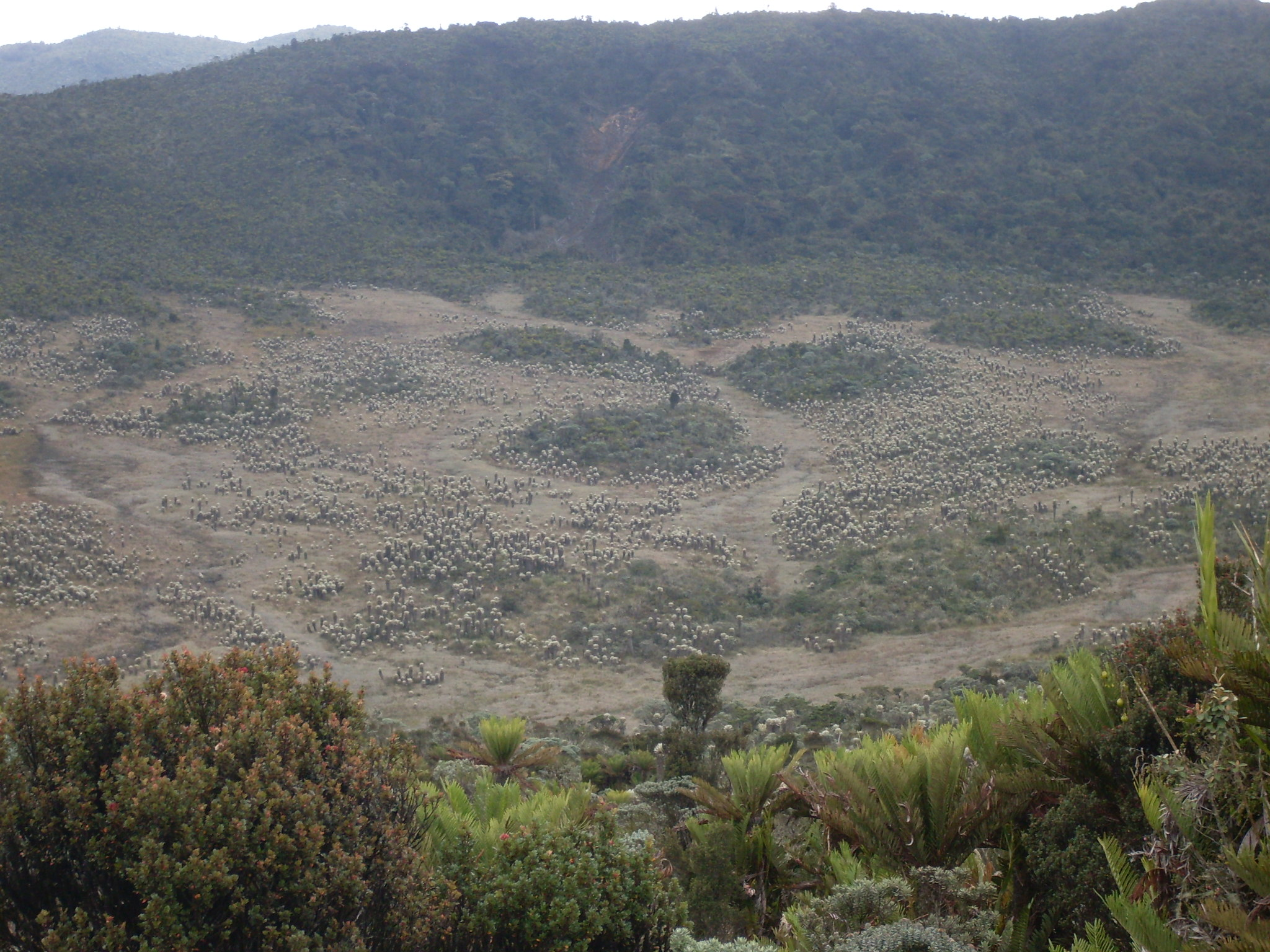
Páramo Paja Blanca

El páramo La Paja Blanca que alberga gran cantidad de especies nativas, entre ellas el frailejón, y además provee de agua a 7 municipios de la zona (El Contadero, Gualmatán, Guachucal, Iles, Pupiales, Ospina y Sapuyes), es considerada área protegida. En la actualidad, la gobernación de Nariño adelanta la adquisición de 440 hectáreas como área de amortiguamiento en torno a la que ha sido llamada la mayor estrella hidrológica del sur del departamento.

## Fiestas
Los días 5 y 6 de enero, al igual que en el resto del departamento de Nariño, se celebra el Carnaval de Negros y Blancos.
El último domingo de enero, tienen lugar las fiestas del Señor de los Milagros, patrón del municipio. Según la leyenda, en 1611 un grupo de indígenas que buscaban una res extraviada, encontraron la imagen de Jesucristo crucificado sobre un árbol de arrayán. Allí mismo se levantó una capilla y se fundó la aldea de Gualmatán. Desde entonces la vida del Municipio ha girado en torno a este ícono religioso. Las fiestas también incluyen el Desfile Histórico, una representación de la historia de la población desde la época precolombina, declarado patrimonio cultural del departamento de Nariño en el 2007.
Otras celebraciones importantes son: la Fundación de la aldea de Gualmatán el 1 de julio, las fiestas de la Virgen del Carmen el 16 de julio, la Corrida de Ángeles (una forma autóctona de Halloween) el 31 de octubre, y los tradicionales Años Viejos el 31 de diciembre.

## Servicios Públicos

### Acueducto y Alcantarillado
La cobertura de acueducto y alcantarillado llega al 80% en la zona rural y al 100% en la zona urbana. No obstante el agua no es potable debido a que el municipio no cuenta con una planta de saneamiento.

### Energía Eléctrica
La cobertura es del 100% tanto para la zona rural como para el casco urbano.

### Telecomunicaciones
El servicio de telefonía tiene escasa cobertura, llegando al 1% en la zona rural y al 28% en la urbana, siendo 17,05% el promedio municipal.
La telefonía móvil tiene una alta popularidad, mientras que la penetración del servicio de Internet va en aumento.

### Educación
La tasa de alfabetización es del 98%. Existen 1.580 personas en edad escolar, de los cuales 142 están matriculados en preescolar, 559 en básica primaria, 492 en básica secundaria y 181 en la educación media, para un total de 1.374.
En el municipio existen tres instituciones educativas que brindan todos los niveles educativo:
- Institución Educativa San José
- Institución Educativa Técnica Santo Tomas (corregimiento de Cuatis)
- Institución Educativa Técnica Promoción Social

Estas instituciones cuentan con ocho centros asociados:
- Jardín Infantil Mis Amiguitos
- Escuela Integrada Cuatis
- Centro Educativo Los Cedros
- Centro Educativo San Antonio
- Centro Educativo Charandú
- Centro Educativo Loma del Medio
- Centro Educativo Dos Caminos
- Centro Educativo San Martín

## Infraestructura y comunicaciones

### Vías
A Gualmatán se puede acceder a través de tres carreteras principales: desde Ipiales, pasando por Pupiales, con una vía pavimentada y en estado regular; desde El Contadero, con una vía pavimentada y en buen estado, que a su vez se conecta con la carretera Panamericana que conduce a San Juan de Pasto; y desde Iles con una vía destapada en proceso de pavimentación. Además, la cabecera municipal se conecta con todas las veredas (excepto Loma del Medio Alto), a través de un sistema radial de carreteras destapadas.

### Transporte
Este servicio es prestado por la empresa Cootransgualmatán que cubre las rutas hacia Ipiales y Pasto con 29 vehículos y 11 para transporte urbano colectivo. El municipio cuenta con 4 automotores para el transporte de carga hacia Ipiales, Pasto y el centro del país.